# The Power Trip
The Power Trip was een stable en tag team van professioneel worstelaars dat actief was in de World Wrestling Federation (WWF) in 2001. Het team bestond uit Steve Austin en Triple H (als team The Power Trip) en ook Vince McMahon (als stable). Ze werden regelmatig vergezeld door Stephanie McMahon. Soms werd de McMahon-Helmsley Faction gevormd met nog andere heels (schurken), zoals William Regal, Rikishi en Kurt Angle.

## Kampioenschappen en prestaties
- World Wrestling Federation
  - WWF Championship (1 keer - Steve Austin)
  - WWF Intercontinental Championship (2 keer - Triple H)
  - WWF Tag Team Championship (1 keer - Steve Austin en Triple H)
  - Grand Slam Championship (Triple H)